# Кейл Макар
Кейл Дуглас Макар (англ. Cale Douglas Makar; 30 жовтня 1998, Калгарі, Альберта, Канада) — канадський хокеїст, захисник. Виступає за «Колорадо Аваланч» у Національній хокейній лізі. Четвертий номер драфту новачків НХЛ 2017. Має українське походження по батьківській лінії.

## Ігрова кар'єра
Після двох сезонів у NCAA з «Minutemen UMass», Макар дебютував в НХЛ у сезоні 2019–20, зробивши негайний вплив і вигравши Трофей Колдера як новачок року. У своєму другому професійному сезоні він був номінований на Трофей Джеймса Норріса, який присуджують найкращому захиснику ліги, і виграв цей трофей у наступному сезоні — 2021/22. Макар також виграв Кубок Стенлі 2022 року з «Колорадо», і отримав Трофей Конна Смайта як найцінніший гравець плей-оф 2022 року. Його називають одним з найкращих захисників і найкращих гравців сучасної НХЛ.
На міжнародному рівні Макар грав за збірну Канади, вигравши золото на чемпіонаті світу серед юніорів 2018 року.

## Нагороди та досягнення
- Трофей Гобі Бейкера[en] — 2019.
- Володар Кубка Стенлі в складі «Колорадо Аваланч» — 2022.
- Трофей Колдера — 2020.
- Трофей Джеймса Норріса — 2022, 2025.
- Трофей Конна Смайта — 2022.
- Перша команда всіх зірок НХЛ — 2025.